# Laura Wienroither
Laura Wienroither (Vöcklabruck, 13 de gener de 1999) és una futbolista austríaca, defensa a l'Arsenal FC de la FA Women's Super League i a la selecció d'Àustria.
Comença a jugar a futbol als cinc anys, el seu primer equip fou el Union Kleinmünchen, al que s'uneix el 2013, i debuta a la Bundesliga el 2015. Fitxa pel SV Neulengbach el 2016 i pel SKN St. Pölten el 2017. En Àustria feu 82 gols en 182 partits, fins que el 2018 fitxa pel segon equip del club alemany 1899 Hoffenheim. També el 2018 debuta amb la selecció absoluta.
El 15 de gener de 2022 fitxa per l'Arsenal, procedent del 1899 Hoffenheim per un preu no revelat.